# Antonio Cobas Martínez
Antonio Cobas Martínez   (Barcelona, 29 de gener de 1952 - Barcelona, 14 d'abril de 2004) fou un enginyer català de renom internacional dins el camp del motociclisme, autor d'idees innovadores que han estat aplicades després a moltes motocicletes de Gran Premi.
Dins la seva faceta d'empresari, participà en la fundació de les empreses fabricants de motocicletes de velocitat Siroko, Kobas i JJ Cobas, totes tres altament competitives i guanyadores de títols internacionals com ara el Campionat d'Europa de 250 cc de 1983 (Carles Cardús amb Kobas) o el Mundial de 125cc de 1989 (Àlex Crivillé amb JJ Cobas).
Casat i amb dos fills, es va morir a 52 anys, a causa d'un càncer que li havia estat diagnosticat tres anys abans.

## Trajectòria professional
Antonio Cobas es va iniciar en l'automobilisme, participant per exemple en la Fórmula 1430. De 1976 a 1979 va treballar de redactor a la revista Solo Moto, especialitzat en aspectes tècnics de la motocicleta. El 1978 va irrompre amb força en el món del motociclisme, tot creant la seva primera Siroko, motocicleta que ràpidament esdevingué la més popular a la categoria de 250 cc del Campionat d'Espanya. Alguns pilots fins i tot hi debutaren al Mundial.
El 1982 fundà la marca Kobas, amb la qual Sito Pons va córrer el Mundial aquell mateix any i dues temporades després (1984) hi aconseguí la seva primera victòria en un Gran Premi (concretament, al d'Espanya celebrat al Circuit del Jarama).
El 1983 Jacinto Moriana, propietari de la botiga barcelonina JJ Automóviles i de la prestigiosa Escuderia JJ, en veure el talent de Cobas decidí de crear amb ell una empresa per a fabricar les seves pròpies motocicletes. Nasqué així JJ Cobas, marca de referència entre els pilots catalans de velocitat. Les seves innovadores motos de mitjana cilindrada, pilotades per Joan Garriga, Carles Cardús o Lluís Miquel Reyes, obtingueren aviat bons resultats internacionals i, amb qüestió de pocs anys, l'empresa aconseguí dos Campionats d'Europa i un del Món..

### La relació amb Sito Pons

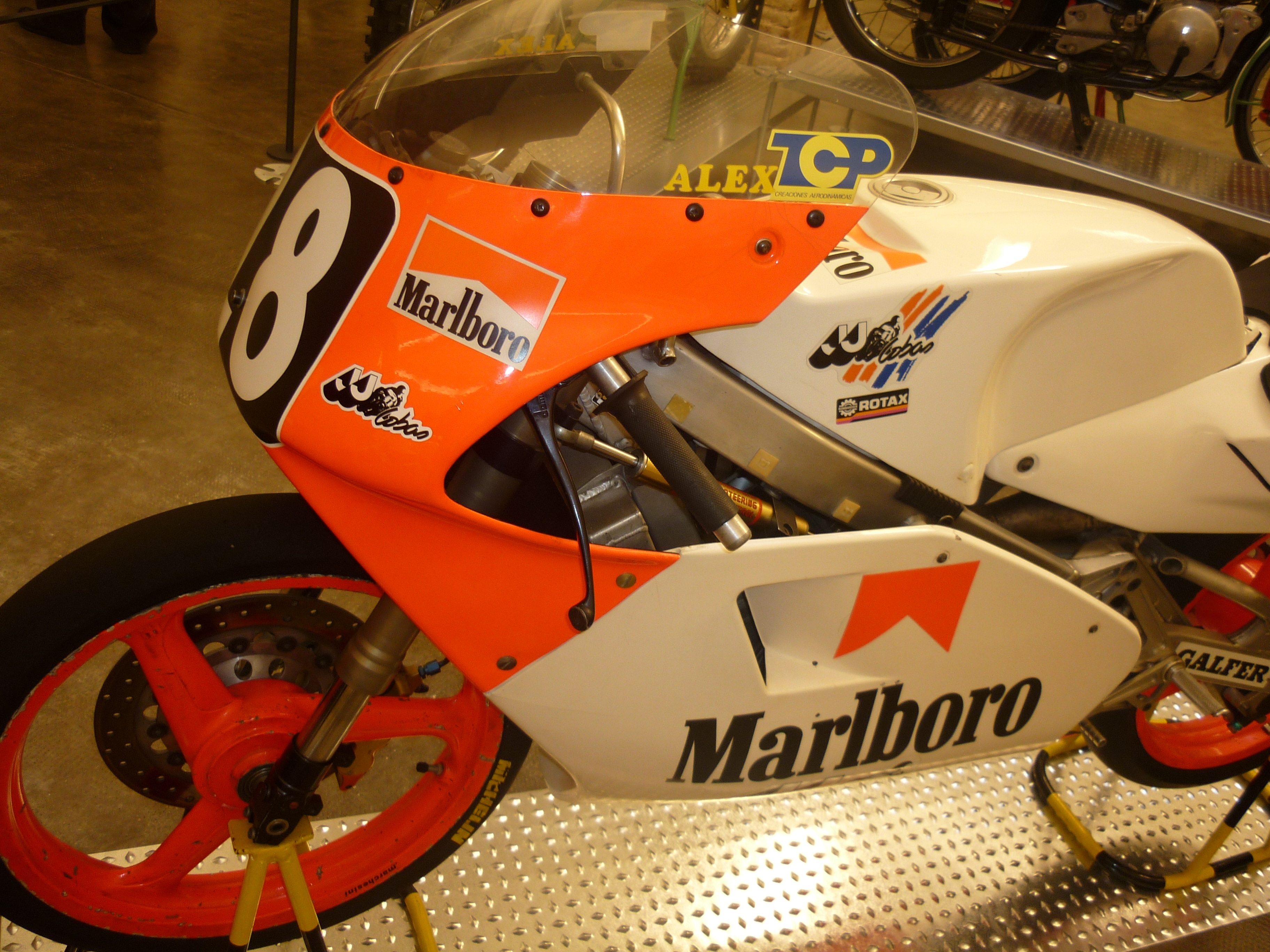
La JJ Cobas 125cc amb què Crivillé guanyà el Mundial de 1989

Cobas va combinar la seva feina a JJ Cobas amb el suport tècnic a Sito Pons, a l'època en què el pilot aconseguí els títols mundials amb Honda (les temporades de 1988 i 1989. Des d'aleshores, Cobas es mantingué lligat a la carrera de Pons, formant part del seu equip tècnic quan aquest passà a la categoria màxima, la de 500cc. Dins l'equip oficial Honda, Cobas gaudí sempre del crèdit dels experts, que consideraven que les motocicletes regulades per ell eren les més ràpides de totes.
Un cop s'hagué retirat de la competició, Sito Pons fundà de la seva pròpia escuderia (el Team Honda Pons), i fitxà Antonio Cobas com a director tècnic. L'enginyer hagué d'abandonar aleshores JJ Cobas per tal de poder-se centrar en aquesta nova tasca, la qual desenvolupà a ple rendiment des d'aleshores (1996) fins a l'any de la seva mort. Durant aquest període va col·laborar en l'obtenció de nombroses victòries per part de les Honda 500 oficials (les NSR500 i la més recent RC211V), fent possible la consecució del Campionat del Món de 1999 pel pilot oficial de l'equip: Àlex Crivillé (novament triomfador amb el suport de Cobas com a enginyer, deu anys després de la seva victòria en 125cc).
La relació amb Pons duraria fins al final de la seva vida, establint una dilatada relació professional i una estreta vinculació personal al llarg de vint anys. Al funeral d'Antonio Cobas, Sito Pons recordava amb emoció l'enginyer, tot destacant «l'empremta de la seva bondat i l'inesborrable record d'una gran amistat que ha perdurat durant més d'un quart de segle».
Cobas també va donar suport tècnic esporàdicament a d'altres destacats pilots, com ara Carles Checa i Albert Puig, els quals aconseguiren victòries a la categoria de 500cc amb motos preparades per ell. A més a més, tot i haver-se especialitzat en el sector del motociclisme, no oblidà les seves arrels automobilístiques i col·laborà amb alguns equips de ral·lis i de Fórmula 1, sobretot amb Pep Bassas i Lluís Pérez-Sala.

## Un "mag de les motos"
Cobas, de fet un enginyer autodidacte, fou considerat un dels millors tècnics del món en xassís i era elogiat pels experts com a veritable geni, havent estat qualificat de "mag de les motos". Ja el 1981 va construir el primer carenat de fibra de carboni del món, reduint així notablement el pes de les motocicletes.
Les seves solucions en matèria de suspensions i amortidors, centre de gravetat i, molt especialment, en xassís de línies radicals però efectistes, eren adoptades després per les altres marques. Fou precursor de l'anomenat xassís Deltabox, que des de la seva creació és el disseny predominant en totes les motocicletes de competició. La seva idea d'unir de la manera més directa possible la pipa de la direcció amb l'eix de la roda posterior fou tan rotunda que a partir d'aleshores totes les motocicletes han modificat la seva forma, suports de motor i estructura par tal d'adoptar-la.
En paraules d'Àlex Crivillé, Cobas fou «un enginyer únic, un innovador. Va suposar una revolució en el món de la moto, a causa dels dissenys dels seus xassís. Dissenyava geometries diferents de les de la resta de participants, que després servien per a guanyar les curses. Feia ombra a grans marques com ara Honda. Feia mil i una coses que després funcionaven a la pista».